# Isoton
Inom biokemin är en isoton eller isotonisk lösning en lösning som inte förändrar cellernas volym. Exempelvis kan röda blodkroppar förvaras i en isoton lösning utan att skrumpna eller svälla.
Inom kärnfysiken är isotoner atomer som har samma antal neutroner men olika antal protoner, till skillnad från isotoper som är atomer med samma antal protoner men olika antal neutroner. Ordet må se ut som en härledning från 'ισο'=lika + 'τονος'=spänning, men är i kärnfysiken en bildning ur isotop där man tar 'n' för neutron istället för 'p' för proton.